# Wiesław Jędrzejczak
Wiesław Wiktor Jędrzejczak (ur. 1 października 1947 w Gdyni) – polski lekarz, specjalista chorób wewnętrznych, hematolog, onkolog kliniczny, transplantolog, profesor doktor habilitowany medycyny. Jako pierwszy w Polsce przeprowadził allogeniczny przeszczep szpiku w 1984, a także przeszczep autologiczny w 1985. Jest emerytowanym pułkownikiem Wojska Polskiego .

## Życiorys
Uzyskał maturę w II Liceum Ogólnokształcącym im. Adama Mickiewicza w Gdyni. W 1971 ukończył z wyróżnieniem Wydział Lekarski Wojskowej Akademii Medycznej w Łodzi. W 1974 uzyskał stopień doktora nauk medycznych na podstawie pracy: Ocena przydatności testu prednisonowego w różnicowaniu neutropenii. W 1978 uzyskał stopień doktora habilitowanego nauk medycznych na podstawie rozprawy: Skutki uboczne chemioterapii nowotworów jako kliniczny model ostrej choroby popromiennej. Diagnostyka uszkodzeń układów krwiotwórczego i odpornościowego ze szczególnym uwzględnieniem neutropenii. 31 maja 1990 otrzymał tytuł profesora nauk medycznych . 

## Praca
W latach 1984–1998 był kierownik Zakładu Immunologii Centralnego Szpitala Klinicznego Wojskowej Akademii Medycznej w Warszawie. W latach 1998–2018 był kierownikiem Katedry i Kliniki Hematologii, Onkologii i Chorób Wewnętrznych Warszawskiego Uniwersytetu Medycznego w Warszawie. W latach 2002–2014 i 2016–2018) był konsultantem krajowym w dziedzinie hematologii.
W pierwszej połowie lat 80. XX wieku prowadził badania krwiotwórczych komórek macierzystych tworzących wewnątrzpochodne kolonie śledzionowe i zaproponował oryginalną hipotezę alternatywnych dróg różnicowania układu krwiotwórczego. Do jego osiągnięć należy opracowanie oryginalnych metod chemioterapii nowotworów, opracowanie metod kontroli skutków ubocznych leków przeciwnowotworowych, współudział w odkryciu regulacyjnej roli limfocytów T w krwiotworzeniu, opracowanie metody ilościowego badania komórek ustanawiających krwiotworzenie, opracowanie metod hodowli komórek podścieliska krwiotwórczego, opracowanie oryginalnych modyfikacji metod przeszczepiania szpiku u ludzi. 28 listopada 1984, wraz ze stworzonym przez siebie zespołem lekarzy, przeprowadził udany zabieg allogenicznego przeszczepu szpiku kostnego w Centralnym Szpitalu Klinicznym WAM w Warszawie. W 1985, z tym samym zespołem lekarzy, przeprowadził przeszczepienie szpiku autologicznego, czyli przy użyciu własnych komórek chorego. Oba zabiegi były wykonane po raz pierwszy w Polsce .
W 1991 otrzymał Nagrodę Miesięcznika „Problemy” za osiągnięcia w dziedzinie popularyzowania nauki . W 1993 został laureatem Nagrody Fundacji na rzecz Nauki Polskiej za prace na temat molekularnych i komórkowych mechanizmów powstawania komórek krwi .
W 2022, wraz zespołem, otrzymał Nagrodę Ig Nobla za przeprowadzone badania, które wykazały, że pacjenci onkologiczni poddawani radioterapii i chemioterapii wykazywali mniej szkodliwych skutków ubocznych, jeśli podawano im lody. Opracowanie tych badań zostało opublikowane przez „Scientific Reports” w listopadzie 2021.
Opublikował ponad 300 prac naukowych z dziedziny transplantologii, hematologii i onkologii oraz około 100 rozdziałów w podręcznikach oraz samodzielnie książki „Zagadka tworzenia krwi” i „Hemograft”. Ta ostatnia książka jest pierwszą polską monografią transplantologii komórek krwiotwórczych. Był promotorem 23 doktoratów i opiekunem 9 habilitacji .
Obecnie nie jest już kierownikiem, ale nadal jest profesorem w Katedrze i Klinice Hematologii, Onkologii i Chorób Wewnętrznych Warszawskiego Uniwersytetu Medycznego, zlokalizowanej w Centralnym Szpitalu Klinicznym w Warszawie Jest przewodniczącym Komitetu Immunologii i Etiologii Zakażeń Człowieka Polskiej Akademii Nauk (PAN) i członkiem Komitetu Bioetyki PAN.

## Życie prywatne
Ma dwóch synów: młodszego Wiktora Oskara i Wiesława Wiktora, który jest również naukowcem.

## Upamiętnienie
W 2007 ukazał się na jego temat film biograficzny Jakuba Kossakowskiego „Między złem a złem”, a w 2017 monograficzna książka Justyny Wojteczek „Pozytywista do szpiku kości” .